# Martin Poustka
Martin Poustka (* 2. prosince 1975) je český fotbalový trenér.

## Hráčská kariéra
Jako fotbalista nastupoval za regionální klub SK Motorlet Praha, ale pro vážné zranění kolene musel svou kariéru předčasně ukončit.

## Trenérská kariéra
Proto již ve 27 letech začal s trénováním v mládežnických kategoriích svého mateřského klubu. V roce 2008 se stal členem týmu skautingu, který pro Slavii Praha vedl František Cipro. Především díky jeho "obrovskému přehledu o nládežnickém fotbale", jak hovoří Cipro, se v roce 2009 stal trenérem týmu do 16 let. Postupně se přes "B-tým" propracoval až k místu asistenta u "A-týmu", který vedl František Straka.
Poté odmítl nabídku slovenského klubu MŠK Žilina, a když František Straka rezignoval na post hlavního kouče a možný nástupce Vítězslav Lavička odmítl být jeho následovníkem, převzal tuto pozici sám. 14. března 2012 tedy usedl, jako čtvrtý nejmladší trenér v historii klubu, na lavičku Slavie.
Slouvu podepsal do konce sezony a jeho hlavním úkolem byla záchrana v nejvyšší soutěži. To se mu podařilo a ve svém prvním velkém angažmá nezklamal. I to bylo jedním z důvodů, proč si ho jeho nástupce, Petr Rada, zvolil za svého asistenta. Právě na tomto postu působil od 13. června 2012 do dubna 2013, kdy společně s Petrem Radou na lavičce Slavie skončili. Poustka se poté vrátil k mládeži. Začátkem března 2014 byl opět jmenován asistentem hlavního trenéra A-mužstva, nyní Nizozemce Alexe Pastoora, neboť dobře znal slávistickou mládež, které chtěl nový trenér dávat příležitost. Po sezóně 2013/14 se vrátil k mládežnickým týmům Slavie, kde vydržel do léta 2015, kdy mu nebyla prodloužena smlouva a odešel trénovat SK Motorlet Praha. Pracuje také jako skaut pro agenturu Global Sports.